# Éditions L’Âge d’Homme
Éditions L’Âge d’Homme ist ein Verlag, der 1966 von dem jugoslawischen Schriftsteller Vladimir Dimitrijević in Lausanne (Waadt/Vaud, Schweiz) gegründet wurde.
In den ersten Jahren seiner Gründung konzentrierte er sich hauptsächlich auf die Klassiker der russischen und slawischen Literatur sowie akademische Veröffentlichungen und französische und Schweizer Belletristik der damaligen Zeit. Zu seinen bekanntesten Autoren zählen Henri-Frédéric Amiel, Étienne Barilier, Gaston Cherpillod, Charles-Albert Cingria, Georges Haldas, Charles-Ferdinand Ramuz, Léon Savary, Pierre Gripari, Alain Paucard, Octave Mirbeau. In jüngerer Zeit veröffentlichte L'Âge d'Homme auch zahlreiche sowjetische und slawische Dissidentenautoren.
Der Katalog des Verlags konzentriert sich auf politische, historische, philosophische Veröffentlichungen und solche von allgemeinem kulturellen Interesse. Zum Programm gehörten außerdem die Zeitschriften Mélusine, Politica Hermetica und Revue des Etudes Italiennes.